# Westport (Oklahoma)
Westport – miasto w Stanach Zjednoczonych, w stanie Oklahoma, w hrabstwie Pawnee.